# Liste der Naturschutzgebiete im Landkreis Kassel
Die Naturschutzgebiete im Landkreis Kassel gehören zu den insgesamt rund 250 Naturschutzgebieten (NSG) im Regierungsbezirk Kassel. Zuständig ist die Obere Naturschutzbehörde beim Regierungspräsidium Kassel, wobei die eigentliche Betreuung der Naturschutzgebiete in Hessen in der Regel durch den Landesbetrieb HessenForst erfolgt.
Es finden sich folgende Naturschutzgebiete, in der Reihenfolge ihrer Natureg-Kennung:
| Name                                                  | Bild                                    | Kennung              | Einzelheiten | Position | Fläche Hektar | Datum         |
| ----------------------------------------------------- | --------------------------------------- | -------------------- | --- | -------- | ------------- | ------------- |
| Urwald Wichmanessen                                   |                                         | 1633001 WDPA: 82769  | Ehemalige Hutefläche mit Rotbuchen, Stieleichen, Traubeneichen und Hainbuchen, teilweise mit Zerfallserscheinungen, im Nordteil des Reinhardswaldes. · Fläche: 13,81 ha – das Naturschutzgebiet ist flächenidentisch mit dem FFH-Gebiet 4322-302 „Urwald Wichmanessen“.OSM-Link zur Kartendarstellung: „Urwald Wichmanessen“ | ⊙        | 13,83         | 1965          |
| Urwald Sababurg                                       |                                         | 1633002 WDPA: 82768  | Ehemalige Hutefläche mit alten Stieleichen und Rotbuchen, teilweise mit Zerfallserscheinungen, im Westteil des Reinhardswaldes. · Fläche: 88,04 ha – das Naturschutzgebiet bildet die Hauptfläche des FFH-Gebietes 4423-301 „Urwald Sababurg“ (101,33 ha). · Der Urwald Sababurg wurde bereits 1907 unter Schutz gestellt und gehört damit zu den ältesten Naturschutzgebieten in Deutschland. Heute ist er ein beliebtes Ausflugsziel, Wege für die Besucher führen durch das Gelände.OSM-Link zur Kartendarstellung: „Urwald Sababurg“ | ⊙        | 88,12         | 1966          |
| Thorengrund                                           |                                         | 1633003 WDPA: 82710  | Laubwald, überwiegend Buchen, an einer Hanglage am Ostrand des Reinhardswaldes, gegenüber von Bursfelde. · Das Schutzgebiet wird forstlich genutzt und unterscheidet sich nicht signifikant von dem benachbarten Laubwald. · Fläche: 47,04 ha – das Naturschutzgebiet ist Teilfläche des FFH-Gebietes 4423-350 „Weserhänge mit Bachläufen“ (4360,32 ha).OSM-Link zur Kartendarstellung: „Thorengrund“ | ⊙        | 47,05         | 1973          |
| Warmberg-Osterberg                                    |                                         | 1633004 WDPA: 6968   | Magerrasen und Wald nordöstlich von Zwergen. Das Schutzgebiet besteht aus 3 Teilflächen, von Norden nach Süden: - „Im Wiegenfuß“ - „Auf dem Warmberge“ - „Der Osterberg“ Fläche: 62,54 ha – das Naturschutzgebiet ist flächenidentisch mit dem FFH-Gebiet 4521-301 „Warmberg-Osterberg“. · Wege führen durch das Naturschutzgebiet, darunter auch der Diemeltaler Schmetterlings-Steig.OSM-Link zur Kartendarstellung: „Warmberg-Osterberg“ | ⊙        | 62,54         | 1976          |
| Kelzer Teiche                                         |                                         | 1633005 WDPA: 82054  | 2 historische Fischteiche mit Bachläufen und Röhricht, Grünland und Bäumen, östlich von Kelze. Das Naturschutzgebiet liegt unmittelbar westlich der B 83 und ist umgeben von landwirtschaftlich intensiv genutzten Flächen nahezu ohne Baum- oder Strauchbestand. · Fläche: 18,23 ha · Am Südostrand des Schutzgebietes verläuft ein asphaltierter Wirtschaftsweg, von dem aus das Gelände einsehbar ist. 2 Wege queren von dort aus das Naturschutzgebiet. Am Weg über den Damm am Oberen Kelzer Teich steht ein Unterstand zur Tierbeobachtung.OSM-Link zur Kartendarstellung: „Kelzer Teiche“ | ⊙        | 18,26         | 1977          |
| Dörnberg                                              |                                         | 1633006 WDPA: 81531  | Magerrasen mit Wacholdern und Waldgebiet am Dörnbergmassiv, östlich von Zierenberg. Die Fichtenmonokulturen am Westhang sind seit ca. 2019 großflächig am Absterben und werden gefällt. · Fläche: 116,46 ha – das Naturschutzgebiet ist Teilfläche des FFH-Gebietes 4622-303 „Dörnberg, Immelburg und Helfenstein“ (410,37 ha). · Das NSG ist ein beliebtes Wandergebiet und wird von mehreren Wegen durchzogen. Der Alpenpfad durchquert die Wacholderflächen und ermöglicht weite Blicke in das Umland.OSM-Link zur Kartendarstellung: „Dörnberg“ | ⊙        | 116,56        | 1978          |
| Holzapetal                                            |                                         | 1633007 WDPA: 81924  | Unterer Bachlauf der Holzape mit Grünland, Feuchtwiesen und Waldbereichen zwischen Gottsbüren und Wülmersen, am Westrand des Reinhardswaldes. · Das Schutzgebiet besteht aus 2 Teilflächen: - dem eigentlichen Holzapetal mit unterem Bachlauf - einer kleineren, südwestlich davon gelegenen Fläche an der Diemel bei Deisel Die Holzape mäandert im Schutzgebiet frei durch den Talgrund und bildet dort Prallhänge, Sandbänke und Stillwasserzonen. · Fläche: 89,90 ha – das Naturschutzgebiet ist Teilfläche des FFH-Gebietes 4422-350 „Holzapetal“ (254,67 ha). · Am Rand des Talgrundes verlaufen Wirtschaftswege, die Teil von Wanderrouten sind, und die Einblick in das Gelände ermöglichen. An 2 Stellen queren diese Wege das NSG, mit Brücken über der Holzape.OSM-Link zur Kartendarstellung: „Holzapetal“ | ⊙        | 89,9          | 1980          |
| Ochsenhof                                             |                                         | 1633008 WDPA: 82273  | 2 Teiche in ehemaligen Kies-Abbaugruben westlich der Weser, mit Ufergehölzen und Weideland, am Ostrand des Reinhardswaldes. · Fläche: 23,86 ha – das Naturschutzgebiet ist Teilfläche des FFH-Gebietes 4423-350 „Weserhänge mit Bachläufen“ (4360,32 ha). · Das Schutzgebiet selbst ist unzugänglich, an seinem Westrand verläuft der Fulda-Radweg R1.OSM-Link zur Kartendarstellung: „Ochsenhof“ | ⊙        | 23,86         | 1981          |
| Baunsberg                                             |                                         | 1633009 WDPA: 81376  | Laubwald auf dem Bergrücken des Baunsbergs mit Basalt-Blockhalden und einem aufgelassenen Steinbruch im Südwesten. Das Schutzgebiet liegt zwischen der Siedlungsfläche von Baunatal und der Autobahn 44, deren Lärmemissionen das Gelände prägen. · Fläche: 25,51 ha – das Naturschutzgebiet bildet die Hauptfläche des FFH-Gebietes 4722-303 „Baunsberg“ (28,91 ha).OSM-Link zur Kartendarstellung: „Baunsberg“ | ⊙        | 25,52         | 1982          |
| Dörneberg bei Viesebeck                               |                                         | 1633010 WDPA: 81539  | Magerrasen mit Sträuchern und Wald, südlich von Viesebeck, nordwestlich von Wolfhagen. · Fläche: 25,56 ha – das Naturschutzgebiet ist eine der zwei Flächen des FFH-Gebietes 4620-303 „Dörneberg und Wünne bei Viesebeck“ (37,34 ha). · Mehrere Wege führen durch das Gelände.OSM-Link zur Kartendarstellung: „Dörneberg bei Viesebeck“ | ⊙        | 25,57         | 1982          |
| Rothenberg bei Burguffeln                             |                                         | 1633011 WDPA: 82452  | Wasserflächen mit Feuchtgebieten, Wiesen und Wald westlich von Immenhausen, östlich von Burguffeln. Das Naturschutzgebiet besteht aus 3 Teilflächen: - Rothenkü(h)ler Teich – Wasserfläche mit Feuchtgebiet, Wiesen und Wald - Tonkaule – Wasserfläche mit Feuchtgebiet, Wiesen und Gehölzen - Lindenmühle – 3 kleine Teiche im Laubwald Fläche: 27,85 ha – das Naturschutzgebiet ist flächenidentisch mit dem FFH-Gebiet 4522-302 „Rothenberg bei Burguffeln“.OSM-Link zur Kartendarstellung: „Rothenberg bei Burguffeln“ | ⊙        | 27,86         | 1983          |
| Vollmarshäuser Teiche                                 |                                         | 1633012 WDPA: 166091 | Laubwald mit Feuchtgebiet und Feuchtwiese, ca. 500 m nordöstlich des Ortsrandes von Vollmarshausen in der Gemeinde Lohfelden. · Fläche: 5,35 ha · Die Kaufunger Straße (L 3203) durchschneidet das Naturschutzgebiet und trennt einen Laubwald mit Feuchtgebiet im Norden von einer kleinen Feuchtwiese im Süden. Der Wanderweg Franzosenstraße (F) führt entlang des Naturschutzgebietes, und auf einem kleinen Teilstück auch hindurch. · OSM-Link zur Kartendarstellung: „Vollmarshäuser Teiche“ | ⊙        | 5,35          | 1984          |
| Hengstwiese bei Naumburg                              |                                         | 1633013 WDPA: 163641 | Grünland mit einem Teich und Gehölzen, direkt nordöstlich von Naumburg. · Der Name des Wasservogel-Schutzgebietes leitet sich von seiner ehemaligen Funktion ab: Das Gemeindeland wurde Hengsthaltern als Weidefläche zur Verfügung gestellt, um die örtliche Pferdezucht zu sichern. Nach der Aufgabe dieser Nutzung wurden in den 1970er-Jahren auf den nassen Wiesen Kleinteiche angelegt. Der heutige große Teich wurde 1982 befüllt. · Fläche: 11,78 ha · Wege führen um das kleine Naturschutzgebiet. Am Südwestrand des Teiches steht ein Unterstand zur Vogelbeobachtung. · OSM-Link zur Kartendarstellung: „Hengstwiese bei Naumburg“ | ⊙        | 11,79         | 1985          |
| Sumpfwiese am Wattenberg                              |                                         | 1633014 WDPA: 165800 | Weide mit Feuchtgebieten sowie westlich und nördlich angrenzenden Laubwald. Das Naturschutzgebiet liegt südwestlich des Gipfels des Wattenberg, ca. 1 km westlich von Martinhagen. · Fläche: 21,77 ha – das Naturschutzgebiet ragt mit seiner Nordostecke in das FFH-Gebiet 4621-303 „Wattenberg/Hundsberg“. · Westlich, südlich und östlich führen Wirtschaftswege um das Schutzgebiet. Den besten Einblick auf das Gelände bietet der südliche Weg. · OSM-Link zur Kartendarstellung: „Sumpfwiese am Wattenberg“ | ⊙        | 21,78         | 1985          |
| Jungfernbach und Brandteich bei Calden                | Ausbau der Bundesstraße 7 im NSG (2018) | 1633015 WDPA: 163958 | Das NSG besteht aus 2 getrennten Teilflächen: Dem Jungfernbach mit Tümpeln, Grünland und Wald, nordöstlich des Schlossparks von Schloss Wilhelmsthal bei Calden, sowie dem Brandteich mit Laubwald und einer Wiese, direkt östlich des Schlossparks. · Fläche: 34,02 ha · OSM-Link zur Kartendarstellung: „Jungfernbach und Brandteich bei Calden“ | ⊙        | 34,05         | 1985          |
| Burghasunger Berg                                     |                                         | 1633016 WDPA: 162652 | Basaltkuppe mit Felsklippen, Gehölzen und Wald und einem gehölzfreien Gipfelplateau direkt am westlichen Ortsrand von Burghasungen, südlich von Zierenberg. Das Gipfelplateau mit Fundamentresten des Klosters Hasungen liegt nur etwa 500 m westlich der Autobahn 44. Im Wald am Ostrand des Schutzgebietes findet sich die in den 1950er-Jahren errichtete Bergbühne mit ihren Zuschauerrängen vor den Basaltklippen. · Fläche: 9,31 ha – das Naturschutzgebiet ist flächenidentisch mit dem FFH-Gebiet 4621-302 „Burghasunger Berg“. · Der Klippenpfad und Eselspfad erschließen das Gipfelplateau mit seiner Rundum-Fernsicht für Fußgänger von der der Autobahn abgewandten Ostseite. · OSM-Link zur Kartendarstellung: „Burghasunger Berg“ | ⊙        | 9,31          | 1986          |
| Termenei bei Wilhelmshausen                           |                                         | 1633017 WDPA: 165852 | Heideflächen und Wald westlich von Wilhelmshausen, am Südrand des Reinhardswaldes. · Die Termenei war ein Truppenübungsplatz, der auch als Schafweide genutzt wurde. 1941 brannte die Fläche ab, zwei Jahre später bedeckte Heide eine Fläche von ca. 100 ha. Nach 1945 wurden große Teile des offenen Geländes – überwiegend mit Fichten – aufgeforstet. Geblieben ist eine Heidefläche von ca. 8 ha, eine der letzten in Nordhessen. Diese Heidefläche bildet den Kernbereiches des Teils der Termenei, die heute das Naturschutzgebiet mit 28,44 ha bildet. · Im Januar 2018 sorgte Sturmtief Friederike für erhebliche Auslichtungen in den Fichten-Monokulturen der Termenei, die sich teilweise auch auf dem Gebiet des NSG befinden. · Fläche: 28,46 ha – das Naturschutzgebiet ist flächenidentisch mit dem FFH-Gebiet 4523-304 „Termenei bei Wilhelmshausen“. · Mehrere Rundwege führen durch das Schutzgebiet. · OSM-Link zur Kartendarstellung: „Termenei bei Wilhelmshausen“ | ⊙        | 28,46         | 1987          |
| Dingel und Eberschützer Klippen                       |                                         | 1633018 WDPA: 162757 | Laubwald und Magerrasen, teilweise mit Wacholdern, südöstlich von Eberschütz. Das NSG besteht aus 2, sehr unterschiedlich großen, Teilflächen an Hängen und auf dem Bergrücken oberhalb der Diemel. Zwischen den Teilflächen liegt ein Segelflugplatz. · Fläche: 115,12 ha – das Naturschutzgebiet bildet die Hauptfläche des FFH-Gebietes 4422-302 „Dingel und Eberschützer Klippen“ (118,29 ha). · Wege führen durch das Naturschutzgebiet, darunter auch der Diemeltaler Schmetterlings-Steig. OSM-Link zur Kartendarstellung: „Dingel und Eberschützer Klippen“ | ⊙        | 115,12        | 1987          |
| Ostheimer Hute                                        |                                         | 1633019 WDPA: 164964 | Magerrasen mit Wacholdern, nordöstlich des Ortes Ostheim, östlich der Diemel. Das NSG besteht aus 2 Teilflächen, eine größere im Süden direkt am Ortsrand, eine kleinere nördlich davon. · Fläche: 15,70 ha – das Naturschutzgebiet bildet die Hauptfläche des FFH-Gebietes 4421-301 „Ostheimer Hute“ (16,18 ha).OSM-Link zur Kartendarstellung: „Ostheimer Hute“ | ⊙        | 15,7          | 1988          |
| Weseraltarm bei Gieselwerder                          |                                         | 1633020 WDPA: 166262 | Altarm der Weser mit angrenzenden Grünlandflächen, am nordöstlichen Ortsrand von Gieselwerder. Dieser Altarm ist der letzte erhaltene der Weser auf hessischen Gebiet. · Fläche: 6,44 ha · OSM-Link zur Kartendarstellung: „Weseraltarm bei Gieselwerder“ | ⊙        | 6,45          | 1989          |
| Habichtsstein und Warmetal bei Ehlen                  |                                         | 1633021 WDPA: 163465 | Das Schutzgebiet besteht aus 2 Teilflächen am Westrand des Habichtswaldes, nördlich von Ehlen: Die größere ist die mit Laubwald bewachsene Kuppe des Habichtsstein, die kleinere ist ein Teich bzw. Feuchtgebiet, ca. 250 m westlich davon, bei Gut Bodenhausen. · Mitten durch die größere, bewaldete Fläche führt die Landesstraße 3390 parallel zur südlich gelegenen B 251. · Fläche: 38,43 haOSM-Link zur Kartendarstellung: „Habichtsstein und Warmetal bei Ehlen“ | ⊙        | 38,43         | 2. Nov. 1989  |
| Heubruchwiesen bei Eschenstruth                       |                                         | 1633022 WDPA: 163667 | Bachlauf des Männerwasser mit Wiesen und Wald westlich von Eschenstruth. Östlich angrenzend, zwischen dem Naturschutzgebiet und Eschenstruth, liegt das gleichnamige Landschaftsschutzgebiet. · Fläche: 51,49 ha – das Naturschutzgebiet bildet die Hauptfläche des FFH-Gebietes 4723-302 „Heubruchwiesen bei Eschenstruth“ (92,35 ha).OSM-Link zur Kartendarstellung: „Heubruchwiesen bei Eschenstruth“ | ⊙        | 51,49         | 8. Nov. 1989  |
| Kalkmagerrasen und Diemelaltwasser bei Lamerden       |                                         | 1633023 WDPA: 163989 | Magerrasen mit Gebüschen und Bäumen und ehemaligen Steinbruch, sowie Altarm der Diemel, östlich von Lamerden. Das Gebiet besteht aus 4 Teilflächen, 3 kleineren, davon 2 an der Diemel, und einer großen Hauptfläche mit dem Steinbruch. · Fläche: 18,11 – das Naturschutzgebiet entspricht weitgehend dem FFH-Gebiet 4422-303 „Kalkmagerrasen und Diemelaltwasser bei Lamerden“ (17,50 ha). · Wege führen durch das Naturschutzgebiet, darunter auch der Diemeltaler Schmetterlings-Steig. OSM-Link zur Kartendarstellung: „Kalkmagerrasen und Diemelaltwasser bei Lamerden“ | ⊙        | 18,11         | 13. Nov. 1989 |
| Hümmer Bruch bei Stammen                              |                                         | 1633025 WDPA: 163821 | Teiche mit Feuchtgebiet und Bäumen, östlich der Esse, zwischen Stammen im Norden und Hümme im Süden. · Fläche: 21,11 ha · Am Ostrand des Naturschutzgebietes verläuft ein Fuß- und Radweg. OSM-Link zur Kartendarstellung: „Hümmer Bruch bei Stammen“ | ⊙        | 21,13         | 1990          |
| Hute vor dem Bärenberg                                |                                         | 1633026 WDPA: 163835 | Kalkmagerrasen mit Wacholderbeständen und Kiefernwald nordöstlich von Altenhasungen bei Wolfhagen. Das geneigte Gelände liegt am unteren Westhang des Großen Bärenberg. · Im Nordteil des Schutzgebietes steht das Naturdenkmal „Schäferbuche“ (6.33.861, vgl. Liste der Naturdenkmale in Wolfhagen). Im Südteil liegt eine Obstwiese. · Schutzziel ist der Erhalt und die Entwicklung des Halbtrockenrasens mit seinen Wacholdern unter Zurückdrängung der Bestände an Waldkiefern. · Fläche: 33,59 ha – das Naturschutzgebiet ist Teilfläche des FFH-Gebietes 4621-306 „Wälder bei Zierenberg“ (1512,57 ha). · Mehrere Wirtschaftswege queren das Gelände.OSM-Link zur Kartendarstellung: „Hute vor dem Bärenberg“ | ⊙        | 33,6          | 1990          |
| Flohrberg und Ohmsberg bei Deisel                     |                                         | 1633027 WDPA: 163121 | Kalkmagerrasen mit Büschen und Bäumen westlich von Deisel. · Das Schutzgebiet besteht aus 3 Teilflächen: - „Flohrberg“ - „Ohmsberg“ - „Auf der Burg“ Fläche: 40,70 ha – das Naturschutzgebiet ist flächenidentisch mit dem FFH-Gebiet 4422-304 „Flohrberg und Ohmsberg bei Deisel“. · Mehrere Wirtschaftswege queren die Flächen.OSM-Link zur Kartendarstellung: „Flohrberg und Ohmsberg bei Deisel“ | ⊙        | 40,7          | 1990          |
| Mittelberg bei Hofgeismar                             |                                         | 1633028 WDPA: 164630 | Kalkmagerrasen mit Hecken und Wacholder südwestlich von Hofgeismar. · Das Naturschutzgebiet besteht aus 2 Teilflächen, eine größere im Süden und eine kleinere im Norden. · Fläche: 41,49 ha – das Naturschutzgebiet ist flächenidentisch mit dem FFH-Gebiet 4522-303 „Mittelberg bei Hofgeismar“.OSM-Link zur Kartendarstellung: „Mittelberg bei Hofgeismar“ | ⊙        | 41,5          | 1991          |
| Bruch an der Eichkanzel im Reinhardswald              |                                         | 1633029 WDPA: 162574 | Anmoorige Hochfläche nordwestlich des Gahrenberg, im Südteil des Reinhardswaldes. · Fläche: 16,91 ha · Ein Waldweg führt von der L3232 zum Westrand des Gebietes. Das NSG selbst ist nicht begehbar.OSM-Link zur Kartendarstellung: „Bruch an der Eichkanzel im Reinhardswald“ | ⊙        | 16,91         | 1992          |
| Bruchwald am Gahrenberg                               |                                         | 1633030 WDPA: 162581 | Wald mit Teichen südöstlich des Gahrenberg, im Südteil des Reinhardswaldes. Das NSG besteht aus einer westlichen und einer östlichen Teilfläche. · Fläche: 38,22 ha – das Naturschutzgebiet ist Teilfläche des FFH-Gebietes 4423-350 „Weserhänge mit Bachläufen“ (4360,32 ha). · Um das Schutzgebiet führen Waldwege, die auch den oberen und unteren Lägerteich streifen.OSM-Link zur Kartendarstellung: „Bruchwald am Gahrenberg“ | ⊙        | 38,23         | 1992          |
| Stahlberg und Hölleberg bei Deisel                    |                                         | 1633031 WDPA: 165641 | Bergrücken und Hänge mit Kalkmagerrasen, Büschen und Bäumen, nördlich von Deisel, östlich von Langenthal. · Fläche: 143,62 ha – das Naturschutzgebiet ist flächenidentisch mit dem FFH-Gebiet 4322-301 „Stahlberg und Hölleberg bei Deisel“. · Mehrere Rundwege (1-4) sowie der Diemeltaler Schmetterlings-Steig führen durch das interessante Schutzgebiet.OSM-Link zur Kartendarstellung: „Stahlberg und Hölleberg bei Deisel“ | ⊙        | 143,63        | 1992          |
| Festberg bei Philippinenthal                          |                                         | 1633032 WDPA: 163048 | Kalkmagerrasen mit Gehölzen direkt nordöstlich des Stadtteils Philippinenthal der Stadt Wolfhagen. Der Festberg bildet einen Hügelkamm mit Offenlandflächen, Sträuchern und kleinen Waldstreifen. Im Nordosten des Geländes liegt eine kleine Streuobstwiese. · Fläche: 14,31 ha – das Naturschutzgebiet ist flächenidentisch mit dem FFH-Gebiet 4621-305 „Festberg bei Philippinenthal“. · Um das Schutzgebiet führt ein Wirtschaftsweg, über den Hügelkamm ein Pfad. · OSM-Link zur Kartendarstellung: „Festberg bei Philippinenthal“ · [Ein behördlicher Schreibfehler in der Form Phillipinenthal (korrekter Ortsname ist Philippinenthal, in der ursprünglichen NSG-Verordnung zur Ausweisung auch so nachweisbar) ist in der Folge in viele Datensätze eingeflossen.] | ⊙        | 14,32         | 1992          |
| Keischel bei Weimar                                   |                                         | 1633033 WDPA: 164047 | Kalkmagerrasen mit Gehölzen nördlich von Weimar in der Gemeinde Ahnatal. · Fläche: 19,75 ha – das Naturschutzgebiet ist quasi flächenidentisch mit dem FFH-Gebiet 4622-301 „Keischel bei Weimar“. · Durch das Schutzgebiet und am nördlichen Rand führen Wanderwege, darunter der Kassel-Steig. · OSM-Link zur Kartendarstellung: „Keischel bei Weimar“ | ⊙        | 19,75         | 1992          |
| Langenberger Hute bei Breitenbach                     |                                         | 1633034 WDPA: 164352 | Weiden mit Tümpel und Gehölzen südlich von Breitenbach in der Gemeinde Schauenburg. · Fläche: 14,00 ha · Das Schutzgebiet besteht aus einer größeren, nördlichen, und einer kleineren, südlichen, Teilfläche. Um das NSG führen Wirtschafts- und Wanderwege, darunter der Habichtswaldsteig (H4). · OSM-Link zur Kartendarstellung: „Langenberger Hute bei Breitenbach“ | ⊙        | 12,4          | 1992          |
| Wünne bei Viesebeck                                   |                                         | 1633035 WDPA: 166370 | Kalkmagerrasen mit Gehölzen und einem ehemaligen Steinbruch, nordwestlich von Viesebeck, einem Stadtteil von Wolfhagen. · Fläche: 11,86 ha – das Naturschutzgebiet ist eine der zwei Flächen des FFH-Gebietes 4620-303 „Dörneberg und Wünne bei Viesebeck“ (37,34 ha). · Das Schutzgebiet dient als Weide. Um und durch das NSG führen Wirtschaftswege. Benachbart liegt der Fußballplatz des Ortes. · OSM-Link zur Kartendarstellung: „Wünne bei Viesebeck“ | ⊙        | 12,4          | 1992          |
| Oberes Holzapetal                                     |                                         | 1633036 WDPA: 164878 | Oberer Bachlauf der Holzape mit Grünland, Feuchtwiesen und Wald östlich von Beberbeck, am Westrand des Reinhardswaldes. Das Schutzgebiet verläuft von Nordwesten, wo es an das NSG Urwald Sababurg grenzt, nach Südosten zum Friedwald Reinhardswald. Im Südosten liegt auch Knauf's Ausblick, ein Unterstand zur Wildtierbeobachtung. · Fläche: 134,89 ha – das Naturschutzgebiet ist Teilfläche des FFH-Gebietes 4422-350 „Holzapetal“ (254,67 ha). · Das Schutzgebiet wird von mehreren Forstwegen tangiert und in seiner Mitte, auf der Höhe eines Teiches, auch durchschnitten, lässt sich aber nicht in voller Länge umlaufen oder durchqueren. · OSM-Link zur Kartendarstellung: „Oberes Holzapetal“ | ⊙        | 134,9         | 1993          |
| Großer Schönberg bei Breitenbach                      |                                         | 1633037 WDPA: 163359 | Weiden mit Gehölzen am Südhang des Großen Schönbergs, ca. 1,0 km nördlich von Breitenbach in der Gemeinde Schauenburg. · Fläche: 22,43 ha · Über den Gipfel und um das Schutzgebiet herum führen lokale Wanderwege und der Habichtswaldsteig (H4). · OSM-Link zur Kartendarstellung: „Großer Schönberg bei Breitenbach“ | ⊙        | 22,45         | 1995          |
| Schottenbruch bei Niedermeiser                        |                                         | 1633038 WDPA: 165466 | Hänge mit Kalkmagerrasen, Obstwiesen, Waldanteilen sowie Tümpeln an der Warme, direkt östlich von Niedermeiser. · Fläche: 28,10 ha – das Naturschutzgebiet ist quasi flächenidentisch mit dem FFH-Gebiet 4521-304 „Schottenbruch bei Niedermeiser“. · OSM-Link zur Kartendarstellung: „Schottenbruch bei Niedermeiser“ | ⊙        | 28,1          | 1995          |
| Erlebach bei Ehlen                                    |                                         | 1633039 WDPA: 162969 | Bachlauf mit Feuchtwiesen, Weiden und Wald, am Westrand des Habichtswaldes, direkt östlich des Ortsrandes von Ehlen, in der Gemeinde Habichtswald. Im Süden grenzt das NSG an das Nationale Naturerbe „Hute am Seilerberg“, eine Offenlandfläche mit Weiden und Wald. · Fläche: 34,20 ha – das Naturschutzgebiet ist Teilfläche des FFH-Gebietes 4622-302 „Habichtswald und Seilerberg bei Ehlen“ (2917,04 ha). · Ein Wirtschaftsweg führt durch das Schutzgebiet und in die Waldfläche, die das Quellgebiet des Erlebach bildet.OSM-Link zur Kartendarstellung: „Erlebach bei Ehlen“ | ⊙        | 34,21         | 1995          |
| Auf den Hesseln bei Naumburg                          |                                         | 1633040 WDPA: 162278 | Kalkmagerrasen mit Hecken, einem aufgelassenen kleinen Steinbruch und Lauf des Ballenbach mit Ufervegetation, südöstlich von Naumburg. Der ehemalige Kalksteinbruch mit seinen steinigen Bodenflächen liegt im Norden des Schutzgebietes. Nach Süden fällt das Gelände zum Lauf des Ballenbach mit seinem schmalen Baumsaum. Neben den Wiesenflächen finden sich ausgedehnte und weitläufige Heckenbereiche. In der Mitte des NSG steht ein weit sichtbarer Sendemast. · Fläche: 20,54 ha – das Naturschutzgebiet ist quasi flächenidentisch mit dem FFH-Gebiet 4721-302 „Auf den Hesseln bei Naumburg“. · Mehrere Wirtschaftswege führen um und durch das Naturschutzgebiet.OSM-Link zur Kartendarstellung: „Auf den Hesseln bei Naumburg“ | ⊙        | 20,54         | 1995          |
| Glockenborn bei Bründersen                            |                                         | 1633041 WDPA: 163264 | Weiden mit 2 großen Teichen, Feuchtgebieten und Feuchtwiesen mit Baumbestand südlich von Wolfhagen, nördlich von Bründersen. · Fläche: 23,78 ha · Das Gesamtgelände ist eingezäunt und dient gegenwärtig (2019) als Weidefläche für Schottische Hochlandrinder. Um das Schutzgebiet führen Wirtschaftswege, ein Weg quert das Gebiet – und damit auch die Weidefläche. Im Naturschutzgebiet stehen 3 Schutzhütten zur Vogelbeobachtung aus erhöhter Position, 2 davon sind von außerhalb der Weidefläche zugänglich.OSM-Link zur Kartendarstellung: „Glockenborn bei Bründersen“ | ⊙        | 23,78         | 1995          |
| Meßhagen bei Niedermeiser                             |                                         | 1633042 WDPA: 164615 | Grünlandfläche von Laubwald umgeben, westlich von Kelze, östlich von Niedermeiser. Der Meßhagen ist ein mit Gras bewachsenes Plateau und liegt abgelegen im Wald. · Fläche: 54,76 ha – das Naturschutzgebiet ist Teilfläche des FFH-Gebietes 4522-304 „Kelzer Holz und Meßhagen“ (664,16 ha). · An den Grenzen des Naturschutzgebietes verlaufen Forstwege, die auch Teile von Wanderwegen sind. Auf diesen Wegen kann das Gesamtgelände umrundet werden.OSM-Link zur Kartendarstellung: „Meßhagen bei Niedermeiser“ | ⊙        | 54,77         | 1996          |
| Der Bunte Berg bei Eberschütz                         |                                         | 1633043 WDPA: 162724 | Kalkmagerrasen mit Wacholder, anderen Sträuchern und Wald, an Hängen nördlich der Diemel, westlich von Eberschütz. · Fläche: 31,69 ha – das Naturschutzgebiet ist flächenidentisch mit dem FFH-Gebiet 4422-305 „Der Bunte Berg bei Eberschütz“. · In dem Naturschutzgebiet gibt es keine Wege.OSM-Link zur Kartendarstellung: „Der Bunte Berg bei Eberschütz“ | ⊙        | 31,69         | 1996          |
| Bennhäuser Teich und Rothbalzer Teich bei Immenhausen |                                         | 1633044 WDPA: 318184 | 2 historische Fischteiche am Oberlauf der Holzkape mit Bachläufen, Feuchtgebieten und Wald, östlich von Immenhausen. Die beiden Teiche bestanden bereits im 16. Jahrhundert, ihre undichten Dämme wurden um 2018 - 2020 saniert, dafür wurden die Teiche entleert. · Fläche: 31,37 ha · Das Gebiet mit seinen 2 Teichen wird von mehreren Wanderwegen tangiert und durchquert. Nur im westlichen Teil (Schutzzone I) besteht ein Wegegebot, der kleinere, östliche Teil (Schutzzone II) am Rothbalzer Teich ist davon nicht betroffen.OSM-Link zur Kartendarstellung: „Bennhäuser Teich und Rothbalzer Teich bei Immenhausen“ | ⊙        | 31,39         | 1998          |
| Oberes Lempetal bei Hombressen                        |                                         | 1633045 WDPA: 318887 | Bachlauf der Lempe mit Grünland und Wald östlich von Hombressen, im Reinhardswald. Das Lempetal bildet einen Bogen vom Nordteil, bei Hombressen, bis zum Südteil, das an der Landesstraße 3229 endet, der Straße die den Reinhardswald zerschneidet. Der Nordteil mit offenem Grünland unterscheidet sich erheblich vom unzugänglichen Südteil, mit alten Hutebaum-Beständen und Feuchtgebieten. · Fläche: 154,47 ha (das größte NSG im Landkreis Kassel) · Am Nord- bzw. Westrand des Naturschutzgebietes verläuft ein Forstweg von Hombressen bis zur L 3229. Einige Wege queren auch das NSG. · OSM-Link zur Kartendarstellung: „Oberes Lempetal bei Hombressen“ | ⊙        | 154,59        |               |
| Siechenberg bei Liebenau                              |                                         | 1633046 WDPA: 319111 | Felshänge und Böschungen mit Sträuchern, nordöstlich des Ortes Liebenau, westlich der Diemel. · Fläche: 7,52 ha – das Naturschutzgebiet ist flächenidentisch mit dem FFH-Gebiet 4421-305 „Siechenberg bei Liebenau“. · OSM-Link zur Kartendarstellung: „Siechenberg bei Liebenau“ | ⊙        | 7,52          | 1999          |
| Legende für Naturschutzgebiet                         |                                         |                      | |          |               |               |